# Tanacetopsis ferganensis
Tanacetopsis ferganensis là một loài thực vật có hoa trong họ Cúc. Loài này được (Kovalevsk.) Kovalevsk. miêu tả khoa học đầu tiên năm 1972.